# Domenico Capello
Domenico Capello (Torino, 11 agosto 1888 – Torino, 7 gennaio 1926) è stato un calciatore italiano, di ruolo centrocampista.
Giocava nel ruolo di mediano.

## Biografia
Figlio di Stefano Capello, durante la sua militanza nel Piemonte era un meccanico della FIAT.
Morirà il 7 gennaio 1926, a 37 anni, di tubercolosi.

## Carriera

### Club
Ha debuttato nel Campionato Federale con la maglia del Torino il 27 novembre 1910, nella vittoria casalinga contro l'Andrea Doria per 2-1.
L'ultima partita in Prima Categoria risale al 29 novembre 1914, quando la Juventus nella quale militava fu sconfitta per 7-2 nel derby casalingo contro il Torino, sua ex squadra.

### Nazionale
Ha giocato la prima storica partita della Nazionale italiana il 15 maggio 1910 all'Arena di Milano contro la Francia, battuta per 6-2.
Partecipa anche alla seconda gara della Nazionale, sconfitta per 6-1 dall'Ungheria a Budapest il successivo 26 maggio.

## Statistiche

### Cronologia presenze e reti in Nazionale
| Cronologia completa delle presenze e delle reti in nazionale ― Italia | Cronologia completa delle presenze e delle reti in nazionale ― Italia | Cronologia completa delle presenze e delle reti in nazionale ― Italia | Cronologia completa delle presenze e delle reti in nazionale ― Italia | Cronologia completa delle presenze e delle reti in nazionale ― Italia | Cronologia completa delle presenze e delle reti in nazionale ― Italia | Cronologia completa delle presenze e delle reti in nazionale ― Italia | Cronologia completa delle presenze e delle reti in nazionale ― Italia |
| Data                                                                  | Città                                                                 | In casa                                                               | Risultato                                                             | Ospiti                                                                | Competizione                                                          | Reti                                                                  | Note                                                                  |
| --------------------------------------------------------------------- | --------------------------------------------------------------------- | --------------------------------------------------------------------- | --------------------------------------------------------------------- | --------------------------------------------------------------------- | --------------------------------------------------------------------- | --------------------------------------------------------------------- | --------------------------------------------------------------------- |
| 15-5-1910                                                             | Milano                                                                | Italia                                                                | 6 – 2                                                                 | Francia                                                               | Amichevole                                                            | -                                                                     |                                                                       |
| 26-5-1910                                                             | Budapest                                                              | Ungheria                                                              | 6 – 1                                                                 | Italia                                                                | Amichevole                                                            | -                                                                     |                                                                       |
| Totale                                                                |                                                                       | Presenze                                                              | 2                                                                     |                                                                       | Reti                                                                  | 0                                                                     |                                                                       |